# Ermișkove, Rozdilna
Ermișkove (în ucraineană Єрмішкове) este un sat în comuna Velîka Mîhailivka din raionul Rozdilna, regiunea Odesa, Ucraina. Anterior a purtat denumirea Dzerjînske.

## Demografie
Componența lingvistică a localității Ermișkove
     Ucraineană (83,78%)
     Rusă (8,11%)
     Română (8,11%)
Conform recensământului din 2001, majoritatea populației localității Ermișkove era vorbitoare de ucraineană (83,78%), existând în minoritate și vorbitori de rusă (8,11%) și română (8,11%).